# Johann Heinrich Meidinger
Johann Heinrich Meidinger (* 13. November 1792  in Frankfurt am Main; † 21. Mai 1867 ebenda) war ein Kaufmann, Geograph und Reiseschriftsteller. 
Der Sohn von Johann Valentin Meidinger erhielt eine Ausbildung zum Kaufmann, zunächst bei dem Frankfurter Bankhaus Chiron Sarasin & Co., später in Aachen und Paris.
wurde in seiner Heimatstadt und dann in Aachen, Paris und London zum Kaufmann ausgebildet. 
Er reiste 1813–1815 durch Frankreich und 1815–1817 sowie 1820 durch England. 
Danach studierte er in seiner freien Zeit Geografie und Statistik. 
Im Vormärz trat er, ebenso wie sein Bruder Johann Valentin, für eine liberale demokratische Politik ein. Sein Bruder Johann Valentin wurde während der Märzrevolution Abgeordneter der Constituierenden Versammlung der Freien Stadt Frankfurt.

## Veröffentlichungen
- Briefe von einer Reise durch England, Schottland und Irland im Jahr 1820; Stuttgart 1821
- Reisen durch Großbritannien und Irland, vorzüglich in topographischer, commerzieller und statistischer Hinsicht : neuestes Handbuch für Reisende durch die 3 vereinigten Königreiche England, Schottland und Irland; 2 Bände, FfM, 1828
- Frankfurt’s gemeinnützigen Anstalten : Eine historisch-statistische Darstellung der milden Stiftungen, Stipendien, Wittwen u. Waisen-, Hülfs- und Sparkassen, Vereine, Schulen etc. nebst einem geschichtlichen Ueberblick der in dieser Stadt erschienenen periodischen Schriften und lokalblätter von der ältesten bis auf die gegenwärtige Zeit; FfM, 1845 und 1856
- Vergleichendes etymologisches Wörterbuch der gotisch-teutonischen Mundarten; 1833
- Die deutschen Volksstämme : geographisch und geschichtlich beleuchtet ; mit besonderer Berücksichtigung der Sprache; 1833
- England Und Wales In Geognostischer Und Hydrographischer Beziehung ; 1844
- Zur Statistik Frankfurts : Wohnplätze, Bevölkerung, Brod- u. Fleischverbrauch, Gewerb- und Armenwesen...; 1848
- Das Britische Reich in Europa : statistische Darstellung seiner Entwicklung, besonders unter dem jetzigen Verwältungssystem. (Mit Vergleichung der Vereinigten Staaten); 1851
- Die deutschen Ströme in ihren Verkehrs- und Handels-Verhältnissen mit statistischen Übersichten; 1853
- Canada’s rasches Aufblühen besonders als ackerbautreibender Staat und seine Wichtigkeit für Auswanderer, in Bezug auf Arbeit, Landerwerb, gesundes Klima und bürgerliche Freiheit; 1858
- Deutschlands Eisen- und Steinkohlenproduction in der Neuzeit : eine geographisch-statistische Uebersicht; 1857
- Die Britischen Colonien in Australien in ihrer gegenwärtigen Entwicklung : mit einer Kartenskizze von Australien und Neu-Seeland; 1860
- Die südafrikanischen Colonien Englands, und die Freistaaten der holländischen Boeren, in ihren neuesten Zuständen; 1861